# کریس بنکس (بازیکن فوتبال، زاده ۱۹۶۵)
کریس بنکس (انگلیسی: Chris Banks؛ زادهٔ ۱۲ نوامبر ۱۹۶۵) بازیکن فوتبال اهل بریتانیا است.
از باشگاه‌هایی که در آن بازی کرده‌است می‌توان به باشگاه فوتبال اکستر سیتی، باشگاه فوتبال چلتنهام تاون، باشگاه فوتبال پورت ویل، و باشگاه فوتبال بث سیتی اشاره کرد.
وی همچنین در تیم ملی فوتبال سی انگلیس بازی کرده‌است.